# Divya Dutta
Divya Dutta (født september 1977 i Punjab) er en indisk bollywood-skuespiller. Hun begyndte sin karriere som teenager i 1994 i filmen Ishq Mein Jeena Ishq Mein Marna.
Hendes mest berømte rolle er rollen som Zainub i Punjabi-filmen Shaheed-E-Mohabbat (1999), men hun vandt ingen priser for denne bedrift. Den eneste pris hun har modtaget var en Filmfare Award for bedste kvindelige birolle for sin medvirken i Veer Zaara.